# Kajsa Bergström
Kajsa Bergström (n. 3 ianuarie 1981, Sveg, Comitatul Jämtland, Suedia) este o jucătoare de curl ce a reprezentat Suedia, medaliată olimpică. A participat la o ediție a Jocurilor Olimpice (2010) în care a câștigat o medalie de aur.

## Participări
Lista de mai jos prezintă principalele competiții la care a participat Kajsa Bergström de-a lungul carierei.
- curling at the 2010 Winter Olympics – women's tournament[*]